# 珂瑞塔·桑薩歐帕
珂瑞塔·桑薩歐帕（1996年7月18日—），小名Chingching，為泰國7台新生代女演員。代表作有《Si Yod Kuman》、《技工新娘》、《愛欲之神》等。

## 演藝經歷
Chingching於1996年7月18日出生於泰國曼谷。
2014年於選秀競賽《Ray Idol 2014》榮獲亞軍後，正式進入演藝圈。
2015年與泰國第7電視台簽約，以電視劇《馬臉姑娘》出道，隨後也接拍了不少電視劇。代表作有2018年與男星瓦拉甘·薩瓦功（Chap）主演的《技工新娘》，以及2020年吉迪功·康戈力（Boom）與琵姆普萊彭·唐普萊坡恩（Pim）主演的《愛欲之神》。
2018年Chingching以二等榮譽的佳績，於曼谷大學數字媒體與電影學系畢業。

## 影視作品

### 電視劇
| 首播年份 | 戲名                 | 戲名   | 播放平台 | 角色              | 備註 |
| 首播年份 | 譯名                 | 原文名 | 播放平台 | 角色              | 備註 |
| 2015年   | 《馬臉姑娘》         |        | Ch7HD    | Suwandara         | 配角 |
| 2016年   | 《Si Yod Kuman》     |        | Ch7HD    | Daranee           | 配角 |
| 2017年   | 《大地母親》         |        | Ch7HD    | Wayruriya （Pai） | 主演 |
| 2017年   | 《三神之季》         |        | Ch7HD    | Jinda Maekla      | 主演 |
| 2017年   | 《伊森牛仔》         |        | Ch7HD    | Sangsome          | 配角 |
| 2018年   | 《蒼穹戰記》         |        | Ch7HD    |                   | 主演 |
| 2018年   | 《技工新娘》         |        | Ch7HD    | Meena             | 主演 |
| 2019年   | 《歡樂惡魔》         |        | Ch7HD    | Bang-On           | 主演 |
| 2019年   | 《晴空明月》         |        | Ch7HD    | Duen              | 主演 |
| 2020年   | 《赤腳富翁》         |        | Ch7HD    | Nat               | 主演 |
| 2020年   | 《愛欲之神》         |        | Ch7HD    | Pattama （Pat）   | 配角 |
| 2021年   | 《向日葵之火》       |        | Ch7HD    | Tharntawan        | 主演 |
| 2022年   | 《被告的新娘》       |        | Ch7HD    | Tungpaeng         | 配角 |
| 2022年   | 《假扮男傭》         |        | Ch7HD    | Marasri （Sri）   | 主演 |
| 2023年   | 《黑社會與民謠少女》 |        | Ch7HD    | Fonthip           | 主演 |
| 2024年   | 《緣系手鐲》         |        | Ch7HD    |                   | 主演 |
| 待公布   | 《男子心如鑽2024》   |        | Ch7HD    | Saikaew           | 主演 |

### 單元劇
| 首播年份 | 戲名               | 戲名   | 播放平台    | 角色 | 備註 |
| 首播年份 | 譯名               | 原文名 | 播放平台    | 角色 | 備註 |
| 2020年   | 《My Sugar Daddy》 |        | Ch3Thailand | Waan | 主演 |

### 廣告代言
註：以下資料整理自珂瑞塔·桑薩歐帕的電視廣告及Instagram官方帳戶。
| 年份   | 品牌          | 產品名稱/備註 | 來源  |
| 2015年 | 屈臣氏Watsons | 會員寵i卡     | [ 4 ] |

## 外部連結
- 珂瑞塔·桑薩歐帕於Ch7HD的簡介 （页面存档备份，存于）（泰文）
- 珂瑞塔·桑薩歐帕的Instagram帳戶（泰文）
- 珂瑞塔·桑薩歐帕的X（前Twitter）（泰文）
- YouTube上的珂瑞塔·桑薩歐帕頻道（泰文）